# Ernst Ludwig Posselt
Ernst Ludwig Posselt, född 22 januari 1763 i Durlach vid Karlsruhe, död 11 juni 1804 i Heidelberg, var en tysk historiker. 
Posselt blev 1784 gymnasielärare i Karlsruhe och 1781 "amtmann" i Gernsbach samt nedlade 1796, till följd av sympatier för franska revolutionens idéer, sitt ämbete och ägnade sig därefter helt åt historiskt skriftställen. Ett olyckligt äktenskap gjorde honom hypokondrisk, och 1804 greps han så starkt av den mot hans vän, den franske generalen Jean Victor Marie Moreau, av Napoleon I öppnade högförräderiprocessen och av ängslan för att bli indragen i målet, att han begick självmord. 
Posselts historiska skrifter i huvudsak endast kompilationer, men de vittnar om stor beläsenhet och är avfattade i en fängslande stil, varför de länge var mycket lästa. Bland dem märks Geschichte der Deutschen für alle Stände (två band, 1789-90; jämte fortsättning av Karl Heinrich Ludwig Pölitz utgiven i ny upplaga i fyra band, 1828), Geschichte Karls XII (efter Voltaire, 1790), Geschichte Gustavs III (1792; "Konung Gustaf III:s historia", 1812; andra upplagan 1819) och Kleine Schriften (1795). 
Posselt utgav även tidskrifterna "Taschenbuch für die neueste Geschichte" (nio band, 1794-1803) och "Europäische Annalen" (1795-1804; utkom till 1820); i dessa framträdde hans livliga sympatier för franska revolutionen. Hans Werke utgavs av Weick i sex band (1828 ff.).